# Oliwia Szmigiel
Oliwia Szmigiel (* 9. April 2003) ist eine polnische Badmintonspielerin, die im Parabadminton in der Startklasse SH6 an den Start geht und im Alter von 14 Jahren ihre erste Medaille bei einer Weltmeisterschaft erringen konnte.

## Karriere
Bei der Weltmeisterschaft 2017 in Ulsan bestritt Szmigiel am 22. November im Alter von 14 Jahren und 227 Tagen ihr erstes Weltmeisterschaftsspiel. Dort verlor sie im Einzel-Gruppenspiel gegen die Engländerin Rachel Choong. Tags darauf verlor sie auch das zweite Spiel gegen die Australierin Kobie Jane Donovan. Im Doppel spielte sie mit ihrer  246 Tage jüngeren Landsfrau Daria Bujnicka. In der Gruppenphase gewannen sie gegen die Polin Weronika Krzemińska und die Schottin Deidre Nagle und verloren gegen die Engländerinnen Rebecca Bedford und Rachel Choong. Im Halbfinale standen sie ihrer Landsfrau Maria Bartusz gegenüber, die das Doppel mit der Irin Emma Farnham bestritt. Dieses Spiel verloren Bujnicka und Szmigiel mit 13:21, 11:21. Im Alter von 14 Jahren und 230 Tagen errang Szmigiel somit ihre erste Medaille bei einer Weltmeisterschaft. Diese Bronzemedaille teilten sich die beiden Polinnen mit der Sri-Lankerin Randika Doling und der Peruanerin Carmen Giuliana Póveda Flores.
Bei der Europameisterschaft 2018 in Rodez gewann Szmigiel in der Einzel-Gruppenphase gegen die Dänin Simone Emilie Meyer Larsen und ihre Landsfrau Daria Bujnicka und verlor gegen Rachel Choong. Im Halbfinale stand sie Rebecca Bedford gegenüber und verlor mit 15:21, 17:21. Szmigiel erlangte somit zusammen mit ihrer Landsfrau Maria Bartusz die Bronzemedaille. Im Damendoppel startete sie wie bei der Weltmeisterschaft zuvor mit ihrer Landsfrau Daria Bujnicka. Da es nur drei Teilnehmerinnen gab, wurde der Wettbewerb als Jeder-gegen-jeden-Turnier ausgetragen. Bujnicka und Szmigiel verloren gegen Rebecca Bedford/Rachel Choong und gewannen gegen Irina Borissowa/Simone Emilie Meyer Larsen sowie Maria Bartusz/Deidre Nagle, somit erhielten die beiden Polinnen die Silbermedaille.
Bei der Europameisterschaft 2018 spielte Szmigiel zudem im Mixed, dort war der Serbe Djordje Koprivica ihr Spielpartner. In der Gruppenphase verloren sie gegen Andrew Martin/Rachel Choong aus England und gewannen gegen Charles Noakes (Frankreich)/Daria Bujnicka (Polen). Das Halbfinale ging gegen den Engländer Isaak Dalglish und die Polin Maria Bartusz mit 18:21, 9:21 verloren. Wie der Schotte Robert Laing und die Engländerin Rebecca Bedford erhielten Koprivica und Szmigiel die Bronzemedaille. Szmigiel errang somit bei der Europameisterschaft 2018 drei Medaillen.
Bei der Weltmeisterschaft 2019 in Basel gewann Szmigiel ihr Gruppenspiel gegen die Ukrainerin Nina Koslowa sowie die US-Amerikanerin Colleen Gioffreda und verlor gegen die Peruanerin Carmen Giuliana Póveda Flores. Das Viertelfinale gegen die US-Amerikanerin Katherine Valli ging mit 17:21, 17:21 verloren. Im Doppel spielte sie erneut mit Daria Bujnicka, sie gewannen in der Gruppenphase gegen die US-Amerikanerinnen Colleen Gioffreda und Jayci Simon und verloren gegen Carmen Giuliana Poveda Flores (Peru)/Katherine Valli (Vereinigte Staaten). Das Halbfinale ging mit 3:21, 12:21 gegen Rebecca Bedford/Rachel Choong verloren. Die beiden Polinnen teilten sich die Bronzemedaille mit den Russinnen Irina Borissowa und Uljana Podpalnaja. Im Mixed trat sie nicht an.
Ihr bis dato letztes Turnier war das IBERDROLA Spanish Para Badminton International 2022 vom 9. bis zum 13. März 2022, das in Cartagena ausgetragen wurde. Im Einzel verlor sie alle drei Spiele – gegen die Inderin Nithya Sre Sumathy Sivan, die Russin Irina Borissowa (unter neutraler Flagge) sowie die Peruanerin Rubi Milagros Fernandez Vargas. Im Doppel spielte sie mit ihrer Landsfrau Oliwia Szmigiel gegen Rubi Milagros Fernandez Vargas und Carmen Giuliana Poveda Flores aus Peru und verlor mit 10:21, 9:21. Da beide Duos die einzigen Teilnehmer waren, stellte dieses Spiel das Finale dar. Das Mixed bestritt sie mit dem Franzosen Fabien Morat, auch hier verlor sie alle drei Gruppenspiele – gegen Alexander Mekhdiev/Irina Borissowa (Russland, unter neutraler Flagge) sowie Hector Jesus Salva Tunque/Rubi Milagros Fernandez Vargas und Nilton Quispe Ignacio/Carmen Giuliana Poveda Flores aus Peru.